# ألكسندر سيرسكي
ألكسندر سيرسكي أو أولكساندر سيرسكي (بالأوكرانية: Олександр Сирський) هو ضابط عسكري أوكراني ولد في 26 يوليو من عام 1965. يشغل رتبة عقيد عام، وهو القائد العام للقوات المسلحة الأوكرانية منذ 8 فبراير من عام 2024 خلفا لفاليري زالوجني. كان سيرسكي قائد هجوم خاركيف المضاد، ويعد سيرسكي أحد أبرز القادة العسكريين الأوكرانيين.